# Kosice (Hradec Králové)
Kosice é uma comuna checa localizada na região de Hradec Králové, distrito de Hradec Králové‎.